# Pusztaszabolcs
Pusztaszabolcs è un comune dell'Ungheria di 6.324 abitanti (dati 2001). È situato nella contea di Fejér.